# 小川秋實
小川 秋實（おがわ あきみ、1933年 - ）は、日本の医学者（泌尿器科学）。新潟県出身。
1952年新潟県立新潟高等学校卒業。1958年東京大学医学部医学科卒業。1959年東京大学医学部泌尿器科助手、1965年医学博士（東京大学）。1966年から1年間フランス政府給費留学生。1973年東京大学医学部助教授。1978年信州大学医学部教授、1992年医学部長、1995年学長、1999年退官、名誉教授、伊那中央総合病院長。2009年瑞宝重光章受章。

## 著書
- 「泌尿器科疾患と看護」 文光堂 1982年
- 「わかりやすい頻尿・尿失禁の診かた」 メディカルトリビューン 1988年
- 「現代の泌尿器科学」 金原出版 1991年
- 「膀胱全摘除と尿路変向・再建のテクニック」 医学書院 1995年
- 「すこしは独自なメッセージ わたしのエッセイ・スピーチ集」 信濃毎日新聞社 2019年

### 監訳
- Emil A. Tanagho, Jack W. McAninch著「スミス泌尿器科」廣川書店 1993年

## 参照
- 「教養教育の重要性を強調 信州大の新学長・小川秋實さん」朝日新聞長野版 1995年5月14日
- 「新院長に小川前信大学長 伊那中央総合病院」朝日新聞長野版 1999年8月21日